# 现代汉语常用词表
《现代汉语常用词表》是中国国家语言文字工作委员会组织的一個研製項目，項目於1998年7月启动，目的是推廣規範漢字，幫助國內的語文教育和研究。是已經公佈的《现代汉语常用字表》等配套規範。目前最新的版本為2021年8月出版的第二版。

## 歷史
《现代汉语常用词表》項目於1998年7月由国家语言文字工作委员会發起，參與項目的研究者大多是已經退休的專家，有語言學家和大學教授等，他們在沒有經費的情況下推進項目。項目負責人是李行健，他表示參與項目「完全是出于对语言的兴趣和社会责任感，我们这些老头儿才乐此不疲」。
項目組用於檢測常用詞詞頻的语料库有三個，分別是国家语委研制的“现代汉语通用语料库”，收錄4500万字语料，《人民日报》2001年至2005年约1.35亿字的分词标注语料，還有厦门大学研製的现当代文学作品语料库（今現代漢語語料庫），约7000万字语料，总共2.5亿字。項目組將每個詞彙在三個語料庫的頻級之和除三，來判斷詞彙的常用度，再由專家人工審核篩選，以決定常用詞。還有查驗了該詞在人民網、谷歌中文網和百度網等常用網頁上使用的情況。項目組預計《现代汉语常用词表》每五到十年修訂一次，以確保與時俱進。
《现代汉语常用词表》經過10年整理，於2008年11月推出《现代汉语常用词表（草案）》，且由商务印书馆出版。第二版由教育部语言文字信息管理司組織編撰，於2021年8月推出《现代汉语常用词表（第2版）》，同樣由商务印书馆出版。

### 草案版
《现代汉语常用词表（草案）》由《现代汉语常用词表》课题组編撰，書中收錄了56008個常用詞語，以單音節詞和雙音節詞為主，此外還收錄了一些常用的縮略語、成語、慣用語等，還有一些固定短語。是国家语言文字工作委员会以「中国语言生活绿皮书」A系列名義發佈的第一個「軟性」規範。該版中「的」的使用頻率最高，也反應了當時社會生活上很多新事物和新概念，如彩民、泡吧、私企、网络、双学位、网吧、网络游戏等。

### 第二版
《现代汉语常用词表（第2版）》由李行健和苏新春主編，是根據《现代汉语常用词表（草案）》為基礎的修訂版，書中收錄56790個常用詞語。增加了《草稿》漏收的詞語1050個，包括暴走、充電寶等。刪掉原版220個陳舊、冷僻、罕用的詞語，如本市、秀拔等。修改了部分詞語的讀音和詞形，如「下工夫」改為「下功夫」等。該版本廈門大學人文學院部分博士生參與到修訂工作中。

## 另見
- 现代汉语常用字表
- 现代汉语通用字表
- 漢字規範列表